# Пелеліу
Пелеліу (Peleliu або Beliliou, яп. ペリリュー州) — невеликий острів держави Палау.
Пелеліу є одним із шістнадцяти островів Палау та розташований на півночі від Ангауру і на півдні від Корору. 
Загальна площа острова 13 км² (5 миль²). 
У 2004 році його населення Пелеліу становило близько 700 осіб, що робить його третім, за чисельністю населення, островом держави Палау.
В середині XX століття на Пелеліу вели видобуток фосфоритів.